# 女子栄養大学短期大学部
女子栄養大学短期大学部（じょしえいようだいがくたんきだいがくぶ、英語: Junior College of Kagawa Nutrition University）は、東京都豊島区駒込三丁目24番3号に本部を置く日本の私立大学。1937年創立、1950年大学設置。大学の略称は栄大短大部。

## 概観

### 大学全体
- 東京都豊島区に所在する日本の私立短期大学で、設置主体は学校法人香川栄養学園[1]。
- 国内で最初に認可された短期大学149校[注 5]の1校として、1950年に1学科体制で開学した[2]。
- 第二部も設置されたが、現在は第一部のみとなっている。

### 建学の精神（校訓・理念・学是）
- 女子栄養大学短期大学部の教育理念は「食生活の歪みを正す健康請負人の養成」となっている。

### 教育および研究
- 女子栄養大学短期大学部は、学名通り開学当初から栄養士を養成する学科が設置されている。過去には、全国の短大でも唯一の食物栄養学科Ⅱ部が設けられていた。

### 学風および特色
- 女子栄養大学短期大学部は、大学と同じ学科が設置されている関係上、短大卒業後その大学に編入学する学生が多い。

## 沿革
- 1933年
  - 香川昇三・綾夫妻による家庭食養研究会が興される[3]。
- 1937年
  - 女子栄養学園が設立される。
- 1949年
  - 10月 文部省[注釈 1]に短期大学[注 6]の設置認可に関する申請を行う[注 7]。なお、学科・専攻は以下の通りとなっている[注 8]。
    - 栄養学科 入学定員80名
- 1950年
  - 3月14日 左記を以て短期大学の設置が文部省[注釈 1]より認可される[注 9]。
  - 4月1日 左記を以て女子栄養短期大学が以下の学科体制にて開学[注 10]。
    - 栄養学科→栄養科 入学定員80名
- 1951年
  - 3月5日 学校法人が成立する[15]。
- 1954年
  - 4月1日 栄養科の入学定員を80→160に増員[16]。
  - 5月1日 学生数[17]/定員
    - 栄養科 388[注釈 2]/240
- 1956年
  - 3月31日 専攻科の設置が認められ、以下の課程を設ける[18]。
    - 栄養専攻 入学定員40名

  - 4月1日 第二部が増設され、栄養科の学科体制を以下の通りとする[19]。
    - 栄養科
      - 第一部 入学定員160名[注 11]
      - 第二部 入学定員120名
- 1958年
  - 5月1日 学生数[20]/定員
    - 栄養科
      - 第一部 638[注釈 2]/320
      - 第二部 138[注釈 2]/240
- 1962年
  - 3月23日 別科の設置が認められ、以下の課程を設ける[21]。
    - 栄養専修 入学定員50名
- 1964年
  - 4月1日
    - 栄養科を食物栄養科に改称[22]。
    - 専攻科の栄養専攻を以下の名称に改称[注 12]。かつ第二部を増設し、以下の体制をとる[24]。
      - 食物栄養専攻
        - 第一部 入学定員40名[注 13]
        - 第二部 入学定員50名

    - 別科の栄養専修を食物栄養専修に変更する[注 14]

  - 5月1日 学生数[27]/定員
    - 食物栄養科
      - 第一部 650[注釈 2]/320
      - 第二部 262[注釈 2]/240
- 1971年
  - 4月1日 食物栄養科を食物栄養学科に改称[注 15]。
  - 5月1日 学生数[30]/定員
    - 食物栄養学科
      - 第一部 643[注釈 2]/320
      - 第二部 304[注釈 2]/240
- 1976年
  - 3月31日 以下については、左記をもって正式に廃止となる[31]。
    - 専攻科食物栄養専攻第二部
    - 別科
- 1977年
  - 3月31日 以下については、左記をもって正式に廃止となる[32]。
- 1985年
  - 5月1日 学生数[33]/定員
    - 食物栄養学科
      - 第一部 373[注釈 2]/320
      - 第二部 104[注釈 2]/240
- 1986年
  - 4月1日 食物栄養学科の入学定員を160→200に増員[注 16]。
  - 5月1日 学生数[39]/定員
    - 食物栄養学科
      - 第一部 384[注釈 2]/360
      - 第二部 109[注釈 2]/240
- 1987年
  - 5月1日 学生数[40]/定員
    - 食物栄養学科
      - 第一部 418[注釈 2]/400
      - 第二部 131[注釈 2]/240
- 1988年
  - 4月1日 食物栄養学科第二部の入学定員を120→50に減員[注 17]。
  - 5月1日 学生数[46]/定員
    - 食物栄養学科
      - 第一部 404[注釈 2]/400
      - 第二部 129[注釈 2]/170
- 1989年
  - 5月1日 学生数[47]/定員
    - 食物栄養学科
      - 第一部 413[注釈 2]/400
      - 第二部 110[注釈 2]/100
- 1992年
  - 5月1日 学生数[注 18]/定員
    - 食物栄養学科 
      - 第一部 456[注釈 2]/400
      - 第二部 108[注釈 2]/100
- 1999年
  - 4月1日 以下の学科については、この年度で学生募集を最終とする[注 19]。
    - 食物栄養学科第二部[注 20]

  - 5月1日 学生数[53]/定員
    - 食物栄養学科 
      - 第一部 431[注釈 2]/400
      - 第二部 26[注釈 2]/100
- 2000年
  - 4月1日 女子栄養大学短期大学部に改称。かつ、食物栄養学科第一部の入学定員を160→100に減員[注 21]。
- 2001年
  - 4月1日 食物栄養学科第一部を食物栄養学科に改称[注 22]。
- 2004年
  - 1月 平成16年度大学入試センター試験参加短期大学の1校となる[注 23]。
- 2005年
  - 4月1日 栄養教諭課程が設置される[62]。
- 2009年
  - 4月1日 食物栄養学科の入学定員を100→160に増員[注 24]。
- 2014年
  - 1月 平成26年度大学入試センター試験参加短期大学の1校となる[66]。
- 2015年
  - 1月 平成27年度大学入試センター試験参加短期大学の1校となる[67]。
- 2016年
  - 1月 平成28年度大学入試センター試験参加短期大学の1校となる[68]。

## 基礎データ

### 所在地
- 東京都豊島区駒込三丁目24番3号

### 交通アクセス
- JR山手線駒込駅下車。徒歩3分。

### 象徴
- ホームページほか右記資料も参照のこと[注 25]。

## 教育および研究

### 組織

#### 学科
- 食物栄養学科 入学定員160名[1]

##### 学科の変遷
- 栄養科→食物栄養学科
  - 第一部→食物栄養学科
  - 第二部 入学定員50名[注 26]

#### 専攻科
- 食物栄養専攻
  - 第一部 入学定員40名[注釈 3]
  - 第二部 入学定員50名[注釈 3]

#### 別科
- 栄養専修 入学定員50名[72]

##### 取得資格について
- 食物栄養学科では、栄養士資格・管理栄養士国家試験受験資格（栄養士として3年以上の実務経験が必要）・フードスペシャリスト資格・ホームヘルパー2級資格・栄養教諭二種免許状が取得できる[73]。
- 過去には、食物栄養学科Ⅰ部、第二部にて、中学校教諭二種免許状（家庭[注 27]・保健）が設置されていた[注 28]。

#### 附属機関
- 図書館
- 栄養科学研究所
- ハイテクリサーチセンター
- 栄養クリニック

### 研究
- 『食に関する助成研究調査報告書』[80]

## 学生生活

### 部活動・クラブ活動・サークル活動
- 女子栄養大学短期大学部のクラブ活動：競技ダンス・囲碁・調理研究・茶道・山ごはんなどがある。

### 学園祭
- 女子栄養大学短期大学部の学園祭は「駒込祭」と呼ばれる。

## 大学関係者と組織

### 大学関係者組織
- 「香友会」と称した女子栄養大学同窓会組織があり、女子栄養大学短期大学部（旧来の女子栄養短期大学含む）も含まれている。

### 大学関係者一覧

#### 大学関係者
- 香川綾：初代学長

#### 出身者
- 石田ゆり子：女優
- 河田純子：女優
- 上村泰子：料理研究家

## 施設

### 駒込キャンパス
- 1号館
  - 図書館
  - カフェテリアほか
- 2号館
  - 調理実習室
  - 学生実験室ほか
- 3号館
  - 多目的調理実習室ほか
- 4号館
  - レストラン
  - ケーキショップほか
- 香川綾記念生涯学習センター

## 対外関係

### 他大学との協定

#### オーストラリア
- カーティン工科大学
- 西オーストラリア大学
- イーディス・コーワン大学

#### 日本
- 東短協コンソーシアム

## 卒業後の進路について

### 編入学・進学実績
- 女子栄養大学ほか茨城大学などがある。